# Radopholus neosimilis
Radopholus neosimilis är en rundmaskart. Radopholus neosimilis ingår i släktet Radopholus och familjen Hoplolaimidae. Inga underarter finns listade i Catalogue of Life.